# 劳拉·弗赖冈
劳拉·弗赖冈（德語：Laura Freigang，1998年2月1日—），德国女子足球运动员，场上位置是前锋。她曾代表德国国家队参加2024年夏季奥林匹克运动会女子足球比赛，获得一枚铜牌。